# Młochowská dubohabřina
Młochowská dubohabřina je přírodní rezervace nacházející se v Polsku, v Mazovském vojvodství, v gmině Nadarzyn, v blízkosti vesnice Młochów.
Cílech ochrany je zachování přirozených lesů s celky dubohabřiny a kontinentálních smíšených lesů.
Rostou zde dubové a borovicové porosty až 180 let staré. V dolním patře vegetace roste habr a dub, v podrostu převažuje krušina olšová.
V roce 2003 zde byl introdukován daněk.[zdroj?]
Přírodní rezervací vede turistická stezka:
- Żelechów – Młochowský luh – Młochowská dubohabřina – Młochów

## Reference

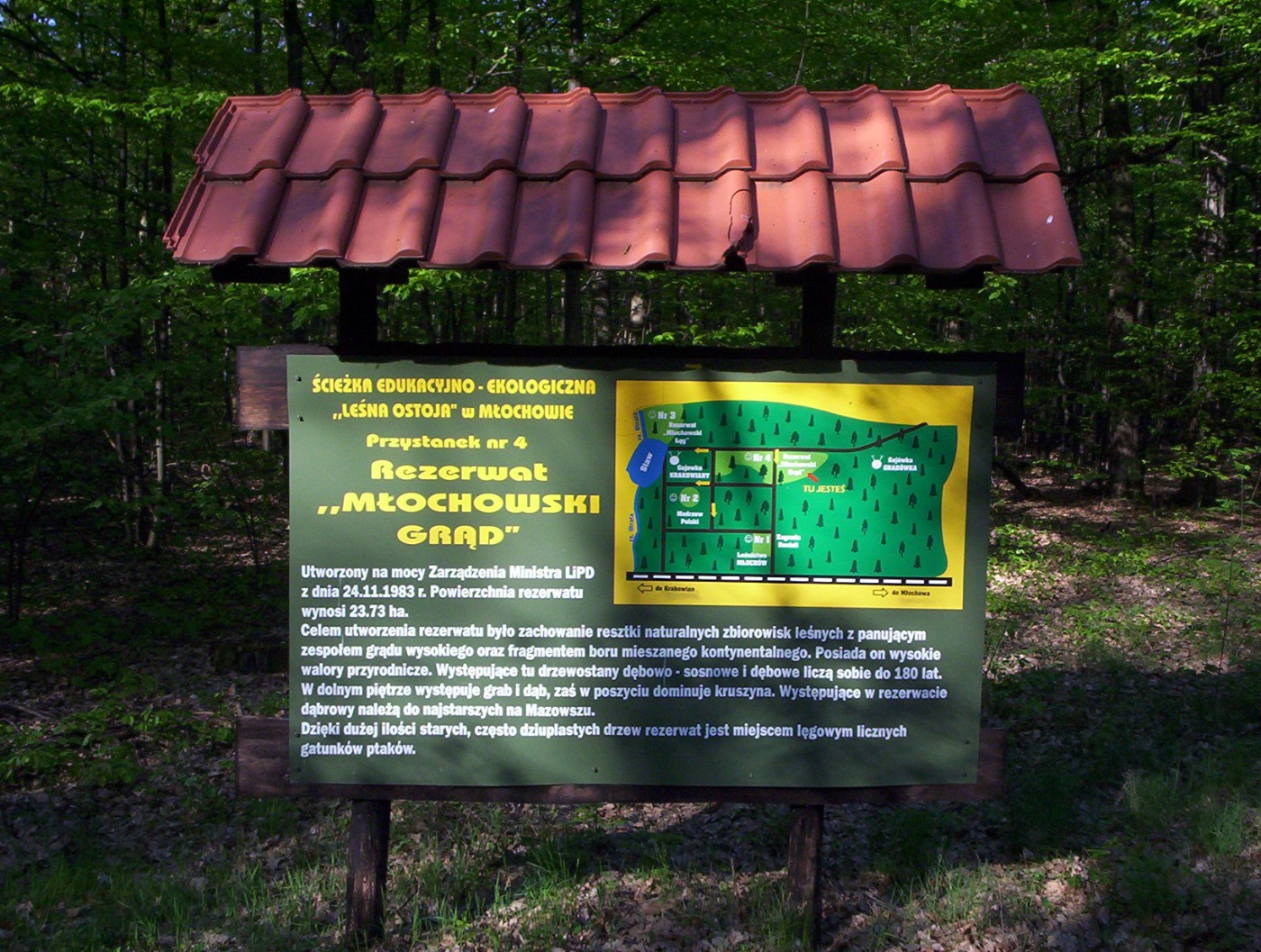
Tabule na naučné stezce